# Joseph Brau
Pour les articles homonymes, voir Brau.
 (juillet 2016).
Joseph Brau, né le 26 avril 1891 à Trébons dans les Hautes-Pyrénées et mort le 11 mai 1975 à Seignosse dans les Landes, est un médecin radiologue, colonel honoraire de l’Armée française et résistant français, déporté à Buchenwald.

## Biographie

### Enfance et jeunesse
Joseph Brau est né à Trébons dans les Hautes-Pyrénées. Il est le cadet d'une famille de quatre enfants : Frédéric, Zéphire et Jean. Pierre et Zoé, ses parents sont toujours très occupés : ils tiennent le restaurant-boucherie Brau du petit village.
Son père s'occupe également de livrer des boissons aux alentours. C'est pourquoi c'est essentiellement sa sœur Zéphire qui prend soin de lui. Le dimanche, il est souvent confié à ses grand-tantes, Sœur Anastase, supérieure au couvent Saint-Joseph de Cantaous Tuzaguet et Sœur Anselme (Congrégation des Sœurs de Saint Joseph de Tarbes) ou encore à un voisin Monsieur Vital, menuisier.
À l'exception de Jean, boucher à Pouzac, tous les enfants font des études. Frédéric, les Beaux-arts (il deviendra menuisier), Zéphire obtient son certificat d'études secondaires 1er degré. Joseph intègre l'école publique avec deux ans de retard : il ne parle que le patois. Il obtient son certificat d'études secondaires 1er degré en juillet 1906 à Toulouse, puis son baccalauréat en mars 1910 et son certificat d'études physiques, chimiques et naturelles en juillet de la même année, toujours à Toulouse. Reçu au concours d'entrée à l'École du service de santé des armées, Il intègre ce qui deviendra plus tard l'École Santé navale de Lyon. Il obtient son diplôme en juillet 1914 et passe sa thèse de doctorat en médecine en mars 1917 pendant la Première Guerre mondiale.
Il obtient son certificat d'électro-radiologie à « Santé Navale » Bordeaux (aujourd'hui l'École du service de santé des armées de Bordeaux) en 1925.
En couple depuis 1913 avec Anne Marie Pinet (1895-1977) qu'il épousera en 1923, ils auront trois enfants Joséphine (1914-2006), Marie Thérèse (1917-1922) et Jean Pierre (1921-2012).

### Première Guerre mondiale
Mobilisé à Cherbourg le 2 août 1914, il fait campagne dans le 225e Régiment d'Infanterie IVe Armée, Après les combats de Mogimont (Belgique) des 22-24 août, et la retraite (La Marfée, Tourteron) fin août, commence en septembre, jusqu'en octobre 1917 les batailles de la Marne et de la Champagne (guerre des tranchées Gourgançon, Suippes, Souain, la ferme des Wacques).
Il devient Médecin Aide Major de deuxième classe après son doctorat, et participe en tant que tel à la suite de la campagne de la Champagne. Le 21 avril, un obus de 150 mm vient s'encastrer, heureusement sans éclater, dans les rondins de son abri, où il fait fonction de Médecin Chef au P.C. du bois des canons.(source : Lieutenant Vergely, Historique du 225e Régiment d'Infanterie 1914-1919, Paris, Imprimerie L. Gillot, 1936, 138 p., p 82)
En juin 1917, le régiment rejoint les Monts de Champagne où il se distinguera en particulier du 1er au 12 juillet 1917 en donnant des soins aux blessés sous un bombardement violent. Dans la nuit du 10 au 11 août, il est blessé à deux reprises  au cours d'une attaque allemande sur le Mont Blond. Il demande à être traité en "Poilu", refuse toute anesthésie pour les interventions chirurgicales dont il fait l'objet (Billet d'Hôpital), et refuse d'être évacué pour pouvoir rejoindre au plus tôt sa place dans son Bataillon (promu Médecin aide Major de 1re classe, Citations à l'ordre de la IVe Armée août 1917).
Début novembre, ce qui reste du régiment après Verdun est transporté dans la partie restée intacte de la forêt de l'Argonne pour une guerre de position où la lutte continue avec la vaste offensive franco-américaine (Meuse-Argonne) jusqu'à l'Armistice de 1918.
En mars 1918, il est nommé, à sa demande, à l'Armée d'Orient en tant que Médecin de Bataillon au 176e Régiment d'Infanterie. Il termine la guerre en Albanie avec le retrait de l'expédition française de la région de Korçë.

### L'entre deux guerres
Après l'Armistice, il participe à la campagne de Russie (Odessa, Kherson) de novembre 1918 à avril 1919, puis à l'occupation en Bulgarie jusqu'en octobre 1919.
Après un stage au Val de Grâce, Médecin Major de 2e Classe, il est affecté au 27e Bataillon de Chasseurs Alpins de la 46e Division d'Infanterie, et part début 1920 pour la Haute Silésie (Plébiscite). où il restera deux ans et demi. Le 21 juin 1921, il se porte au secours d'un caporal du bataillon blessé lors d'une violente manifestation. Il réussit à le mettre à l'abri de la foule en le plaçant dans une maison voisine. Le 4 juillet, au milieu d'une autre manifestation, il se porte avec détermination au secours du Commandant Montalegre qui vient d'être assassiné par un Allemand. Citations à l'ordre de la 46e Division d'occupation de Haute Silésie, Croix de guerre TOE étoile d'Argent.
Rentré en France, il se porte volontaire, et rejoint en 1922 le Service de Santé du Protectorat français du Maroc accompagné de sa famille. Il y restera jusqu'en 1928. À son arrivée, le pays est toujours en voie de "pacification" après la signature du Traité de Fèz en 1912. L'effectif militaire français atteint jusqu'à 80 000 personnes qui nécessitent une infrastructure médicale adaptée. Il s'agit de soigner la population civile et militaire française, mais pas uniquement. Le pays, dans un état sanitaire déplorable, est confronté depuis la fin du XIXe à une succession d'épidémies sévères (choléra, variole, peste, typhus, grippe « espagnole ») qui s'ajoutent aux maladies endémiques (paludisme, tuberculose, syphilis, lèpre…), aux conséquences désastreuses sur une population de 4 millions de Marocains qui seront soignés et vaccinés (si possible) également par le Service de Santé des Armées françaises. Le Docteur Joseph Brau y participe activement en fonction de ses affectations : Oujda, Fèz, Meknès, Rabat, Casablanca, Bou Denib (où le couple perdra sa seconde fille, Marie Thérèse, emportée à 5 ans par la diphtérie). Dans le cadre de ses activités, il fait la connaissance, deviennent et resteront amis, du Docteur Abel Charnot [note 0]avec qui il collaborera. Son travail est récompensé à plusieurs reprises : 1924 Médaille coloniale agrafe Maroc, 1925 chevalier de la Légion d'honneur, officier du Ouissam Alaouite et médaille d'argent (vaccins) de l'Académie de médecine, 1926 médaille commémorative d'Orient,
À sa demande, en 1928, il est mis en disponibilité, rentre en France, et s'installe avec sa famille à Coulommiers en Seine-et-Marne où il retrouve son ami de la Grande Guerre, Pierre Berson,{note 0.1] chirurgien. Ils s'associent et fondent ensemble, en 1929, la Clinique du 4 rue des Moulins, juste en face de l'hôpital où Joseph Brau assure le Service de radiologie. Ils font la connaissance de René Arbeltier[note-0.2], médecin lui aussi, qui travaille sur place.
Il quitte l'appartement de Coulommiers et s'installe à La Ferté-sous-Jouarre où il restera jusqu'en 1971.
En 1933, il retourne au Maroc en famille pour rendre visite à son ami Abel Charnot, et en 1934, il prend sa retraite de médecin militaire en tant que commandant.

### La mobilisation
Joseph Brau est toujours médecin commandant de réserve quand les troupes hitlériennes pénètrent en Pologne.
Le 19 septembre 1939, mobilisé comme médecin-chef de l'hôpital auxiliaire de Mouchard dans le Jura, il fait son devoir, comme il l'a déjà fait d'août 1914 à mars 1918, sur le front de France, puis en Russie et en Orient, en Haute-Silésie et plus tard au Maroc.
Collaborateur du directeur du service de santé de la 7e région, médecin-chef de l'arrondissement d'Étapes de Chaumont, il dirige les formations hospitalières de Montier-en-Der, de Chaumont et de Langres au moment des bombardements et des attaques de l'infanterie allemande du 13 au 15 juin 1940. Il se porte en personne aux points les plus dangereux et contribue à sauver de très nombreux blessés. Cette conduite lui vaut la promotion au grade de lieutenant-colonel, une citation à l'ordre du Corps d'Armée et l'élévation au grade d'officier de la Légion d'honneur[Distinctions].
Démobilisé en août 1940, il rentre à son domicile. Les Allemands réquisitionnent sa maison, la famille vit dans l'entresol.

### Entrée dans la résistance
source : René-Charles Plancke, La Seine-et-Marne, 1939-1945 : De la Résistance à la victoire, éditions Amatteis, 1985 (lire en ligne), chapitre XIX
Joseph Brau, avec ses amis Pierre Berson[ICSD 1] et René Arbeltier, entre dans le réseau de résistance « Hector » en 1941 sous les ordres du capitaine Rouard, commandant les compagnies des vallées de la Marne[ICSD 2]. Il devient « Bertrand », combattant volontaire de la Résistance, membre des Forces françaises combattantes. Grâce à leurs cartes professionnelles, ils peuvent circuler dans des zones «interdites». Le travail des deux premiers consiste à faire du renseignement (mouvements de troupes, emplacements exacts des matériels de lutte anti-aérienne (flak), leur équipement…). Joseph Brau incorpore au réseau deux de ses amis (le directeur du centre de jeunesse et le directeur du cinéma) qui font la navette chaque semaine avec l'agent de liaison Gaillard (boucher à Viels-Maisons, qui  transmet les renseignements et informations obtenus au pharmacien Lescarcelle de Château-Thierry qui les fait transmettre à Londres. René Arbeltier, pour sa part, organise le sabotage des avions stationnés sur l'aérodrome de Voisin-Coulommiers.
Mais l'occupant peut s'appuyer sur les collaborateurs. En mars 1943, une trentaine de résistants sont arrêtés sur la dénonciation[3.2] d'un certain Boullet[3.1].
Joseph Brau, pour mieux coordonner les efforts de tous les résistants  de la zone de La Ferté-sous-Jouarre, crée, avec quelques amis sûrs (le colonel François Glaize[Note 1], le capitaine Léon Lahitte[Note 2] et un jeune étudiant Roger Gatellier), un Comité local chargé de lutter contre l'occupant, les collaborateurs et les dénonciateurs.
Début juin 1943, le Docteur Digne de Saâcy-sur-Marne prévient son collègue Brau : « certains de tes amis fréquentent trop les cafés et ils sont trop bavards… ». À Coulommiers, Pierre Berson et René Arbeltier se sentent menacés.

### Fuite et arrestation
Fin juin 1943, un employé de la mairie de La Ferté-sous-Jouarre vient prévenir « Bertrand » à son domicile de son arrestation imminente[ICSD 2]. Pierre Berson et René Arbeltier sont déjà en fuite et recherchés par la Gestapo, mais ils ne seront pas rattrapés. François Glaize et Léon Lahitte sont arrêtés et torturés avant d'être déportés à Buchenwald. « Bertrand » prend la décision de fuir immédiatement. Il veut rejoindre Londres mais auparavant gagne Paris, où il apprend que la filière d'évasion qu'il connaissait a été décimée par la Gestapo. Il décide alors de passer par l'Espagne. Le 16 juillet, à quelques kilomètres de la frontière espagnole, il est arrêté à Bedous dans les Basses-Pyrénées. Il redoute de ne pouvoir résister à la torture. Il est porteur de trop d'informations concernant la Résistance. Il tente donc de se suicider avec des médicaments et tombe dans un état comateux. Les Allemands le font soigner et le transfèrent quelques jours plus tard au siège de la Gestapo à Oloron-Sainte-Marie. Là, il subit un interrogatoire, mais malgré les menaces d'exécution, il refuse de signer toute déposition rédigée en allemand, langue qu'il ne connaît pas. Il est transféré à la prison du Fort du Hâ de Bordeaux en août. En septembre, il est convoyé à Compiègne, au Frontstalag 122, plaque tournante de la déportation, où il passera deux mois. Jamais plus, il ne fut interrogé mais il était toujours recherché très activement comme chef de groupe à La Ferté-sous-Jouarre où les arrestations de résistants se succédaient. Heureusement, la Gestapo n'avait pas de fichier central (témoignage 1972).

### Déportation à Buchenwald
Le 28 octobre 1943, avec 933 autres détenus, il est convoyé à destination de Buchenwald, où il arrive le 31 au soir. Le Dr Joseph Brau dit « Bertrand » est devenu le matricule F. 31 299
En quarantaine, il est affecté au camp des prisonniers de guerre russes et à la carrière. À la fin de la quarantaine, il a la chance d'être nommé Kommandierte au Revier grâce à l'intervention du Kapo Ernst Büsse (de)[note 3] devenu kapo du Revier sous le règne du SS Waldemar Hoven médecin chef du Revier), avec qui il sympathise, et affecté à la salle d’opération 2 où travaille le chirurgien tchèque Horn (le plus ancien médecin du camp) assisté de trois de ses compatriotes. L’OP 2 étant équipée au sous-sol d’un vieux Siemens dépourvu de toute protection, il devient le radiologue du Revier, à la condition de rédiger ses diagnostics en allemand et le premier médecin français au Revier. Dans la salle de radio, il est accueilli avec sollicitude par deux triangles rouges : l’Autrichien Aloïs Grimm et le Tchèque Franz Uxa et un triangle vert l’Allemand Willy.
Joseph Brau sait se faire accepter et reconnaître par sa compétence et son dévouement. Avant son arrivée pour être admis au Revier, il faut avoir de la fièvre. Il demande et obtient l’admission de malades sans température sur la foi de son diagnostic. Peu à peu le « système » se modifie et son rôle de radiologue devient de plus en plus important. Il ne doit, pour autant, jamais éveiller les soupçons du médecin chef du Revier le capitaine SS Schieldlausky,, sous peine de condamnation à mort. Une admission à l’infirmerie, même dépourvue de moyens, ce sont des soins, beaucoup de chaleur humaine, pas d’appel, pas de travail et quelques jours de répit qui peuvent sauver la vie. Il tire le maximum de son appareil de radio passant de trois clichés par jour à son arrivée à une cinquantaine à la libération du camp. C’est ainsi, qu’entre beaucoup d’autres, il évite, à deux reprises, l’affectation à un kommando très dur de Marcel Michelin,,, en diagnostiquant une aortite (il ne peut éviter la troisième, fatale, faite par surprise, la nuit), il fait hospitaliser Julien Cain, directeur de la Bibliothèque nationale, très affaibli, dont l’angine, selon son diagnostic, pouvait devenir une angine de Ludwig (avec abcès et gangrène). Il est établi que Buchenwald est le seul camp où la tuberculose ne signe pas systématiquement l'arrêt de mort du malade grâce aux efforts conjugués du Dr Vic-Dupont (block des tuberculeux),,,, et du Dr Joseph Brau qui sait toujours « interpréter » ses radios de façon à sauver le plus de malades possible. La collaboration entre les médecins français déjà cités, auxquels il faut ajouter, entre beaucoup d'autres, les docteurs Jean Rousset, dermatologue de Lyon,,,,, Jean Lansac [note 2.1] de Barbazan-Debat près de Tarbes, et Elmélik était pratiquement sans faille.
Dans le camp, la survie est affaire de solidarité. Elle est d’abord nationale. Les Français ne représentent que 13 %, au plus fort, de la population du camp. C’est dire toute l’importance de la création, après cinq mois de préparatifs et de négociations difficiles, en juin 1944, du Comité clandestin des intérêts français, qui fédère les 34 groupes de Résistance d'obédience française, services d’action ou de renseignements présents à Buchenwald. Son bureau est ainsi constitué avec Frédéric-Henri Manhès pour président, Albert Forcinal (témoignage 1972) comme vice-président ainsi que Marcel Paul,, Eugène Thomas,, Robert Darsonville, Louis Vautier et Maurice Jattefaux comme membres, et de son émanation le Comité du corps médical français dont la présidence fut confiée au Dr Joseph Brau (membres : le Dr Meynadier, chirurgien et le Dr Lansacq, médecin),,. Les objectifs du CIF sont, en liaison avec les autres organisations nationales clandestines du camp la plupart du temps bien antérieures, de : 1- permettre à un maximum de Français de rentrer en France, 2- freiner la production de guerre allemande, 3- établir un plan de libération du camp. Leur réalisation est étroitement liée, dans ce contexte hors du commun, à l’attribution des « emplois » (désignation pour les « bons » transports ou kommandos, mutations entre « petit » et « grand » camp…) et donc aux négociations avec les autres organisations ainsi qu'aux possibilités d’ « hospitalisation »,,. Le rôle de Joseph Brau, radiologue du Revier, s’en trouve encore renforcé. Au Revier, des conférences médicales sont organisées chaque samedi par langue pour améliorer l’efficacité des diagnostics et des soins. Joseph Brau est choisi comme Leiter (conducteur). Il a la charge d’organiser les conférences en français.
Dans tous les camps, les vols de pain (qui peuvent condamner le volé à mort) entraînent souvent l’exécution du coupable. À Buchenwald, Joseph Brau est à l’origine d’une punition moins définitive : le voleur doit être promené toute une journée dans le camp avec une pancarte « je suis un voleur »,. Cette initiative fait des émules, mais il faut demander aux autres nationalités de rédiger la pancarte dans leur propre langue, faute de quoi les voleurs semblent tous être français.
Grâce aux efforts du C.I.F, la solidarité s'exerce également au niveau du bon acheminement dans le camp, de la distribution et du partage des colis à destination des déportés français, y compris ceux de la Croix-Rouge. Commencée au Block 26, cette initiative se généralise peu à peu, à force de persévérance de l'organisation clandestine. Personne n'est oublié. Au Revier, après contrôle des colis par l'adjudant SS Wilhelm, Joseph Brau peut grâce à ces derniers faire cuisiner des soupes reconstituantes pour les malades. Les colis individuels cessent d'arriver au camp après le débarquement en Normandie.

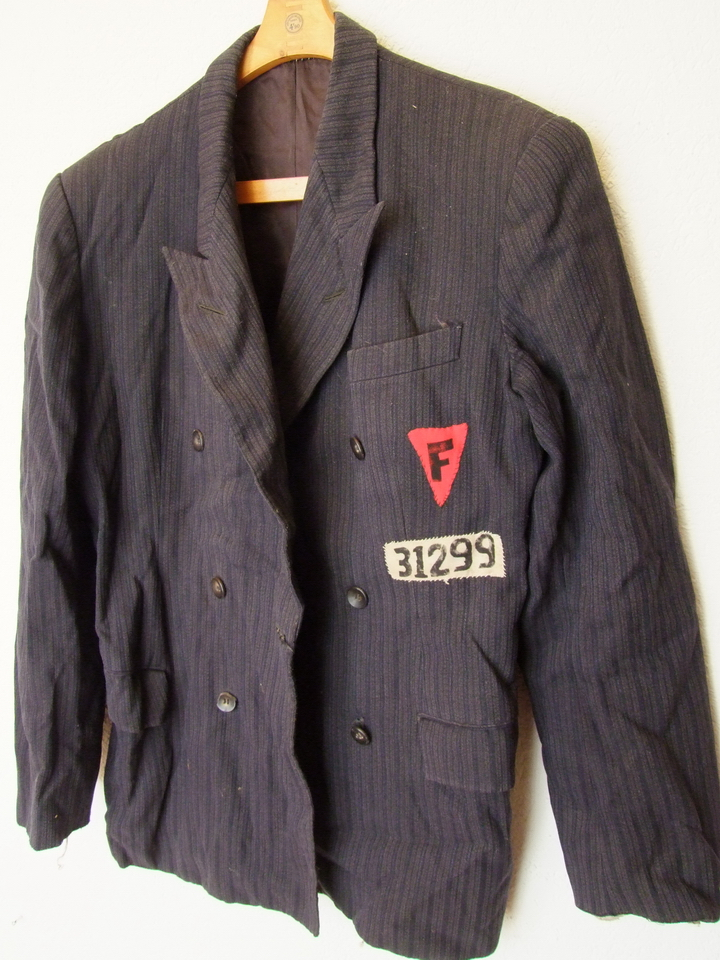
Veston de déporté du docteur Joseph Brau (face).
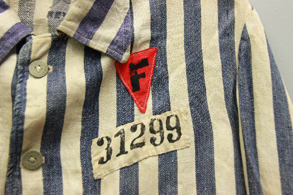
Chemise de déporté du docteur Joseph Brau.
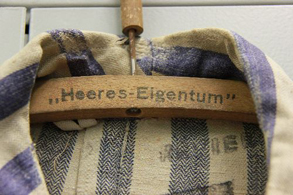
Chemise de déporté du docteur Joseph Brau (détail).

Le 12 avril 1945, le camp de Buchenwald se réveille libre. Le lieutenant-colonel Joseph Brau, médecin le plus élevé en grade parmi les médecins détenus, est nommé médecin-chef chargé de l'administration du Revier et du service de santé du camp par le colonel des Rangers de la troisième armée américaine,,,,,.
Pour l'aider dans sa tâche, Ernst Büsse reste auprès de lui.

### Retour à la vie civile
Il est rapatrié à la fin du mois d'avril avec les derniers déportés français hospitalisés au Revier et ramène avec lui toutes les archives du Revier concernant les Français,, qu'il remet au ministre des Prisonniers, Déportés et Réfugiés Henri Frenay.
De retour à la vie civile à La Ferté-sous-Jouarre, le Dr Joseph Brau continue à militer contre le fascisme et pour le devoir de mémoire des camps. Il entretient des relations suivies avec nombre de ses anciens camarades d'infortune dont Ernst Busse (de) (futur vice-ministre-président, ministre de l'Intérieur et secrétaire d’État aux Eaux et Forêts du Land de Thuringe) au destin tragique, Marcel Paul (ministre de la Production industrielle de novembre 1945 à décembre 1946, dans les gouvernements de Charles de Gaulle, Félix Gouin et Georges Bidault), le colonel Frédéric-Henri Manhès, Albert Forcinal, le Dr Jean Rousset, le Dr Jean Lansac, Nicolas Simon dit « Gandhi », Aloïs Grimm. Il est membre du comité national de la Fédération nationale des déportés et internés résistants et patriotes(FNDIRP), membre de l'amicale de Buchenwald-Dora et Kommandos qui deviendra l'Association française Buchenwald-Dora et Kommandos. Il apporte son témoignage de moralité à ses camarades d'infortune chaque fois que nécessaire, en particulier au colonel Frédéric-Henri Manhès, à Marcel Paul dont les actions dans le cadre du C.I.F. sont à plusieurs reprises très sévèrement contestées après la Libération,,,.
En 1955, il est élu conseiller général du canton de La Ferté-sous-Jouarre[ICSD 31] et réélu en 1961[40].
Il prend sa retraite de médecin radiologue civil en 1956.
En 1961, il reçoit la Croix de Guerre 1939 -1945 avec palme, et est élevé au grade de Commandeur de la  Légion d'Honneur en qualité de mutilé de Guerre[Distinctions] .
En 1963, il reçoit à Berlin-Est la Medaille für Kämpfer gegen den Faschismus (médaille de la lutte contre le fascisme) du Conseil des ministres de la République démocratique allemande.
Le 31 mars 1973, dans la cour de l'hôtel des Invalides à Paris, il est élevé à la dignité de grand officier de la Légion d'honneur par le président Georges Pompidou.
Ses mémoires détaillées de résistant et de déporté de Buchenwald sont consignées dans un livre Ici, chacun son dû, (à tort ou à raison), introduction de Marcel Paul, écrit en 1973 par Lucien Cariat,.
Joseph Brau a l'habitude depuis la fin de la guerre de passer tous ses moments de liberté en famille, dans sa résidence secondaire d'Hossegor (Landes). C'est dans le quartier de "Boy et Brana" qu' il retrouve son voisin et ami Pierre Berson. Le décès prématuré de ce dernier et des raisons familiales le décident à quitter ce quartier pour celui du "camping du lac", où, comme voisins, il retrouve d'autres amis :Jean Lansac et René Arbeltier. En 1971, il quitte définitivement la Ferté-sous-Jouarre pour s'installer à Seignosse où il meurt le 11 mai 1975 entouré des siens.

### Postérité
La commune de La Ferté-sous-Jouarre a baptisé dans les années 1980 une de ses écoles maternelles du nom du Docteur Brau,. Une plaque commémorative rappelant Joseph Brau a été apposée le 18 novembre 1995 sur le mur de l'école.
Le musée du Mémorial de Buchenwald à Weimar consacre dans son exposition permanente une vitrine à la mémoire du Dr Joseph Brau, médecin radiologue du Revier et médecin-chef du camp à sa libération.
Une plaque commémorative est apposée le 11 avril 2015 sur la maison natale du Docteur Joseph Brau dans la commune de Trébons (Hautes-Pyrénées).
Une nouvelle rue de la commune de Seignosse (Landes) est baptisée Dr Joseph Brau le 7 juin 2016.

## Titres et distinctions
- 1917 : Citations à l’ordre de la IVe armée, Croix de guerre avec palme
- 1921 : Citations à l’ordre de la 46e division d’occupation de Haute-Silésie, croix de guerre des TOE avec étoile d’argent
- 1922 : Médaille commémorative de Haute-Silésie
- 1924 : Médaille coloniale agrafe Maroc
- 1925 : Chevalier de la Légion d’honneur,
- 1925 : Officier du Ouissam Alaouite
- 1925 : Médaille d’argent de l’Académie de médecine,
- 1926 : Médaille commémorative d’Orient avec inscription « Orient »
- 1940 : Officier de la Légion d’honneur
- 1940 : Citation au Corps d'Armée
- 1947 : Citation à l’ordre du Corps d'Armée, Croix de guerre avec étoile de vermeil, et Grade de médecin lieutenant-colonel,
- 1948 : Médaille d'honneur des épidémies, (diplôme)
- 1949 : Médecin Colonel,
- 1953 : Admission à l'Honorariat du grade de Colonel,
- 1953 : titre de Combattant Volontaire de la Résistance,
- 1956 : Attestation d’appartenance aux Forces françaises combattantes, réseau Hector,
- 1961 : Commandeur de la Légion d’honneur en qualité de mutilé de guerre
- 1961 : Croix de Guerre 1939-1945 avec palme
- 1963 : Médaille Kämpfer gegen den Faschismus 1933-1945 du Conseil des ministres de la RDA
- 1967 : Médaille de la Reconnaissance de la FNDIRP,
- 1968 : Croix du combattant volontaire 1939-1945
- 1973 : Grand Officier de la Légion d’honneur.